# Sion Wenban
Sion Longley Wenban, född den 9 mars 1848 i Cincinnati, död den 20 april 1897 i München, var en amerikansk målare och etsare.
Efter en studietid i New York begav han sig 1879 till München för vidareutbildning. Där utvecklades han till en särpräglad och betydande landskapskonstnär både i målningar (olja, akvarell, pastell), kolteckningar och etsningar (över 200, mest på zink), varav Münchens raderarförening och Pan utgav åtskilliga. Han blev störst som peintre graveur, i originaletsningen. Men erkännandet kom honom till del först efter hans död.